# Chef-lieu
 (janvier 2024).
Si vous disposez d'ouvrages ou d'articles de référence ou si vous connaissez des sites web de qualité traitant du thème abordé ici, merci de compléter l'article en donnant les références utiles à sa vérifiabilité et en les liant à la section « Notes et références ».
Un chef-lieu (au pluriel, chefs-lieux) est une ville qui est administrativement prééminente dans une division territoriale ou administrative.

## Afrique

### Algérie
En Algérie, le terme chef-lieu est utilisé pour désigner le siège administratif des wilayas et des communes. Pour la wilaya, il s'agit de la commune, et pour la commune il s'agit de la localité (ville ou village) principale. C'est dans le chef-lieu de la wilaya que se situe l'assemblée populaire de wilaya et dans le chef-lieu de la commune que se situe l'Assemblée populaire communale.

### Côte d’Ivoire
En Côte d’Ivoire, 12 districts ont un chef-lieu, ainsi que les 31 régions. Les chefs-lieux des districts sont élus parmi les chefs-lieux de leurs régions.

### Mali
Au Mali, les 19 régions et les 159 cercles ont un chef-lieu.

### Maroc
Au Maroc, on appelle chef-lieu la localité qui est à la tête d'une des subdivisions territoriales.

### Tunisie
En Tunisie le terme chef-lieu est également utilisé pour désigner la capitale d'un gouvernorat. Chacun des 24 gouvernorats est subdivisé en délégations. Chaque délégation possède une ville centrale nommée chef-lieu de délégation.

## Amérique

### Canada

#### Nouveau-Brunswick
Chacun des 15 comtés du Nouveau-Brunswick a un chef-lieu. Ils n'ont plus de fonctions officielles, mais jusque dans les années 1960, chacun possédait un conseil municipal, une prison, un palais de justice, etc. Le chef-lieu n'est pas nécessairement la ville la plus importante du comté, et peut même être un hameau d'un village.

#### Québec
Au Québec, le chef-lieu d'une municipalité régionale de comté est la municipalité dans laquelle est établi le conseil de la MRC ainsi que ses bureaux.

## Asie

### Liban
Au Liban, le terme chef-lieu est également utilisé pour désigner la grande capitale d'une Mouhafazah ou d'un caza.

## Europe

### Belgique
Un chef-lieu de province en Belgique est le siège administratif de chacune des dix provinces sous la direction de Gouverneurs. Trois d'entre eux ont donné leur nom à leur province (Anvers, Liège et Namur).
Le chef-lieu d'arrondissement est la ville où siège le commissaire de l'arrondissement, et où sont généralement installés les services directement sous sa dépendance.
Le chef-lieu de canton judiciaire est en général la commune la plus peuplée du canton. Il y a une justice de paix.
Le chef-lieu de commune est la localité principale de la commune qui lui donne généralement son nom (les communes de Heuvelland, Beersel et La Bruyère constituant un contre-exemple), les autres localités de la commune étant qualifiées de sections, de hameaux, d'anciennes communes…

### France

#### En métropole et dans les régions d'outre-mer
Le chef-lieu de région ou de département, dit ville de préfecture et communément préfecture, est généralement la commune la plus importante démographiquement du département ou de la région, et la commune où siègent le préfet du département et le conseil départemental. Dans chaque région française, un des chefs-lieux de département est également chef-lieu de région : le conseil régional y siège et le préfet de ce département a prééminence sur les autres et porte le titre de « préfet de la région » ou « préfet du département ». Il y a cependant des exceptions à ces règles générales : ainsi, Châlons-en-Champagne est le chef-lieu de la Marne alors que la principale ville du département est Reims ; en Normandie, Rouen, principale agglomération de la région, est le chef-lieu qui héberge la préfecture, mais le conseil régional siège à Caen, alors que la commune la plus peuplée de la région est Le Havre ; par ailleurs, dans la Manche, Saint-Lô est le chef-lieu alors que Cherbourg-en-Cotentin, situé à l'extrémité nord du département, est le principal pôle urbain du département ; en Guadeloupe, le chef-lieu se situe à Basse-Terre tandis que le pôle urbain de l'archipel est Pointe-à-Pitre ; dans le Val-d'Oise, le chef-lieu du département a été fixé à Pontoise mais les bureaux de l'administration préfectorale et le conseil départemental ont été installés sur la commune voisine de Cergy, Pontoise n’hébergeant qu'une sous-préfecture (ce qui constitue un cas unique en France).
Le chef-lieu d'arrondissement, dit ville de sous-préfecture et communément sous-préfecture, est la ville où siège le sous-préfet de l'arrondissement, et où sont généralement installés les services directement sous sa dépendance, dans un bâtiment lui aussi appelé sous-préfecture. L'arrondissement où se trouve la préfecture du département ne dispose pas d'un sous-préfet ni d'une sous-préfecture, l'administration en étant confiée en général au secrétaire général de préfecture du département, qui fait fonction de sous-préfet pour cet arrondissement.
Le chef-lieu de commune est la localité principale de la commune qui lui donne généralement son nom (la commune de Valdeblore constituant un contre-exemple), les autres localités de la commune étant qualifiées de hameaux. Les typographes du Journal officiel réservent la majuscule à l’article (« Le », « La », « Les », « L' ») en début du toponyme aux seules localités ayant rang de commune : on écrit donc la Défense et La Courneuve.
Le chef-lieu de canton était auparavant généralement la commune la plus peuplée du canton qui abritait une brigade de gendarmerie, une recette-perception des impôts et une justice de paix. Aujourd'hui, le canton n'est plus utilisé que comme circonscription électorale servant à l'élection des conseillers départementaux et la notion de chef-lieu a été remplacée par celle de bureau centralisateur.

#### Dans les collectivités d'outre-mer
Le chef-lieu de la collectivité est généralement l'endroit où siège le préfet (à Saint-Pierre-et-Miquelon), le préfet délégué (représentant du préfet de Guadeloupe à Saint-Martin et à Saint-Barthélemy), le Haut-commissaire de la République en Polynésie française ou l'administrateur supérieur de Wallis-et-Futuna. À Wallis-et-Futuna, seule collectivité habitée de la République française à ne pas être subdivisée en commune, mais en royaumes, districts et villages coutumiers, le village de Mata-Utu fait office de chef-lieu.

#### Nouvelle-Calédonie
En Nouvelle-Calédonie le chef-lieu peut designer :
- le chef-lieu de la Nouvelle-Calédonie : centre administratif et siège des institutions de la collectivité Nouvelle-Calédonie (Haut-commissariat de la République en Nouvelle-Calédonie, gouvernement local, Congrès, Sénat coutumier, conseil économique et social local), en l'occurrence Nouméa, parfois également appelée « capitale » ;
- le chef-lieu provincial : commune servant de centre administratif et où se situe l'assemblée provinciale dans les trois provinces, il s'agit de Nouméa pour la Province Sud, Koné pour la Province Nord et Lifou pour la Province des îles Loyauté ;
- le chef-lieu de commune : comme dans le reste de la France, localité où se situe la mairie et les principales administrations (bureau de poste, gendarmerie) au sein d'une commune. Cependant, si ces chefs-lieux donnent leurs noms à leurs communes dans la plupart d'entre elles (toutes celles de la Grande Terre), il arrive que la toponymie diffère entre les deux. Ainsi, Wé est le chef-lieu de la commune de Lifou, Tadine celui de Maré, Fayaoué celui d'Ouvéa, Vao pour l'Île des Pins et Waala pour les îles Belep.

### Italie
Dans la région autonome Vallée d'Aoste, bilingue français-italien, le terme chef-lieu est employé en français pour désigner le siège d'une commune, correspondant au terme en italien capoluogo. La plupart des communes valdôtaines sont définies comme éparses, par le fait que le nom du chef-lieu ne coïncide pas avec celui de la commune.
Le terme chef-lieu est utilisé également dans les statuts de la région autonome Vallée d'Aoste pour désigner le siège de l'administration régionale, Aoste.

### Luxembourg
Le Grand-Duché de Luxembourg est divisé en douze cantons et cent-deux communes. Une commune regroupe des localités. Chaque canton et commune a son chef-lieu.

### Suisse
En Suisse, le terme chef-lieu est également utilisé pour désigner la capitale d'un canton. Dans 15 des 26 cantons, le territoire est subdivisé en districts ou équivalent. Chaque district possède une ville centrale nommée chef-lieu de district et un préfet.